# Liste der Monuments historiques in Melay (Haute-Marne)
Die Liste der Monuments historiques in Melay führt die Monuments historiques in der französischen Gemeinde Melay auf.

## Liste der Objekte
| Bezeichnung                | Beschreibung                     | Standort                     | Kennzeichnung | Schutzstatus | Datum | Bild |
| -------------------------- | -------------------------------- | ---------------------------- | ------------- | ------------ | ----- | ---- |
| Skulptur Heiliger Nikolaus | Holz, vergoldet, 16. Jahrhundert | in der Kirche St-Rémy (Lage) | PM52000891    | Classé       | 1961  |      |